# Tu Holloway
Terrell "Tu" Holloway (Hempstead, Nueva York, 21 de agosto de 1989) es un jugador de baloncesto estadounidense que pertenece a la plantilla de los Metros de Santiago de la Liga Nacional de Baloncesto de la República Dominicana. Con 1,83 metros de altura, juega en la posición de base.

## Carrera deportiva
El base completó los 4 años de Universidad en Xavier, con unos promedios totales de 13.7 puntos y 4.1 asistencias, llegando a los 19 puntos en su temporada de junior. En el 2012 ya hizo el Training Camp con los Dallas Mavericks y, tres años después, regresa para volver a intentar conseguir una plaza en un equipo de la mejor liga del mundo de baloncesto.
Más tarde, el jugador tuvo experiencias en Turquía, Bélgica, Puerto Rico, México y Venezuela, donde llegó a jugar hasta en tres temporadas consecutivas con los Guaros de Lara.
En 2016, firma con el Vanoli Cremona. En febrero de 2017 fichó por el Hapoel Holon israelí para reemplazar al lesionado Khalif Wyatt.
En julio de 2018 fichó por el Istanbul B.B., tras promediar la temporada anterior 15,6 puntos y 3,6 asistencias por partido.
Holloway se unió a los Plateros de Fresnillo de la Liga Nacional de Baloncesto Profesional de México en agosto de 2023.
[actualizar]
En junio de 2024 se unió a los Brillantes del Zulia de la Superliga Profesional de Baloncesto de Venezuela. Al mes siguiente pasó a las filas de los Cocodrilos de Caracas.